# Alf Arrowsmith
Alf Arrowsmith (11. december 1942 - 12. maj 2005) var en engelsk fodboldspiller (angriber). 
Arrowsmith spillede otte sæsoner hos Liverpool, og var med til at vinde to engelske mesterskaber samt en FA Cup-titel med klubben. Han forlod klubben i 1968 og spillede resten af karrieren for hold i de lavere engelske rækker.

## Titler
Engelsk mesterskab
- 1964 og 1966 med Liverpool

FA Cup
- 1965 med Liverpool

Charity Shield
- 1964 med Liverpool